# František Boček
František Boček (Spálené Poříčí, 21 de junio de 1935-Brno, 21 de julio de 1969) fue un piloto checoslovaco de motociclismo, que participó en el Campeonato del Mundo de Motociclismo desde 1965 hasta su muerte en 1969 en la carrera de 250cc del Gran Premio de Yugoslavia. También consiguió un título de 125cc del Campeonato Checoslovaco de velocidad en 1965. 
Durante el Campeonato Mundial de 1969 en Brno chocó con Herbert Denzler y János Drapál. Todos fueron llevados al hospital, pero Boček, que había golpeado una pared, murió a causa sus heridas al día siguiente.

## Resultados en el Campeonato del Mundo
Sistema de puntuación desde 1950 hasta 1968:
| Posición | 1.º | 2.º | 3.º | 4.º | 5.º | 6.º |
| Puntos   | 8   | 6   | 4   | 3   | 2   | 1   |

Sistema de puntuación desde 1969 hasta 1987:
| Posición | 1.º | 2.º | 3.º | 4.º | 5.º | 6.º | 7.º | 8.º | 9.º | 10.º |
| Puntos   | 15  | 12  | 10  | 8   | 6   | 5   | 4   | 3   | 2   | 1    |

(Carreras en negrita indica pole position, carreras en cursiva indica vuelta rápida)
| Año  | Cat.  | Moto    | 1     | 2       | 3     | 4      | 5       | 6     | 7      | 8           | 9       | 10    | 11      | 12      | 13    | Pts. | Pos. |
| ---- | ----- | ------- | ----- | ------- | ----- | ------ | ------- | ----- | ------ | ----------- | ------- | ----- | ------- | ------- | ----- | ---- | ---- |
| 1965 | 125cc | Jawa/CZ | USA - | GER 9   | ESP - | FRA -  | IOM Ret | NED - | BEL -  | RDA 10      | CZE 6   | ULS - | FIN Ret | NAT Ret | JPN - | 1    | 27.º |
| 1965 | 350cc | Jawa/CZ |       | GER Ret |       |        | IOM Ret | NED - |        | RDA 5       | CZE Ret | ULS - | FIN 3   | NAT 11  | JPN - | 6    | 10.º |
| 1966 | 350cc | Jawa/CZ | ESP - | GER 6   | FRA - | NED 14 |         | RDA 8 | CZE 7  | FIN Ret     | ULS Ret | IOM 5 | NAT 8   | JPN -   |       | 3    | 15.º |
| 1967 | 350cc | Jawa/CZ |       | GER -   |       | IOM -  | NED Ret |       | RDA -  | CZE -       |         | ULS - | NAT -   |         | JPN - | 0    | -    |
| 1968 | 250cc | Jawa    | GER - | ESP -   | IOM - | NED -  | BEL -   | RDA - | CZE 12 | FIN -       | ULS -   | NAT - |         |         |       | 0    | -    |
| 1969 | 350cc | -       | ESP - | GER -   |       | IOM -  | NED -   |       | RDA -  | CZE Ret (†) | FIN -   | ULS - | NAT -   | YUG -   |       | 0    | -    |